# パワーピット
パワーピット株式会社（Powerpit INC.）は、東京都港区赤坂に本社を置く日本の芸能事務所。旧社名は「サラエンタテインメント」。

## 沿革
- 2007年10月、サラエンタテインメント宮崎校開校[1]。
- 2011年6月、渋谷区桜丘に移転[2]。
- 2011年6月、サラスパイクアカデミー設立。
- 2011年9月、スパイクエンタテインメントと合併し株式会社サラエンタテインメントになった[3]。
- 2012年10月、渋谷区渋谷1-6-5　インテリックス青山ビル2Ｆに移転。サラエンタテインメント宮崎校、延岡校と都城校開校[4][5]。
- 2013年3月、大橋ボクシングジムと業務提携を結んだことが明らかになる[6]。
- 2014年10月1日、サラエンタテインメントをパワーピット株式会社に社名変更。渋谷区から港区赤坂に移転[7]。

## 所属タレント

### 男性
- 大森うたえもん
- 武藤敬司
- 吉舎聖史
- 石毛博史
- 佐藤修幸
- 日菜太
- 山崎武司
- Ryuji
- 鳩山太郎
- 松田久
- 内山麿我
- 秋好憲一
- 本西厚博

### 女性
- みうらりょうこ
- 相馬絵美
- アイドル諜報機関LEVEL7
  - 璃乃
  - 安永光希
  - 嶺井小雪
  - 佐々木麻里
  - 高橋友里

### ジュニア部門
- 川口和宥
- 井上絢斗
- 山田果琳

### 過去の所属者
- 堀川りょう
- 古畑勝隆
- 一慶
- 遠藤真理子
- かとうまき
- 真由子
- 朝田帆香
- 尾崎亜衣
- 長島実咲
- 尾崎由衣
- 松浦未唯
- 亀田姫月
- 沖崎裕一郎
- 佐藤愛香
- 佐藤桃香
- 蒼井ちあき（元・姫carat）
- 藤井つきみ（元・姫carat）
- 渡部麗奈（元・アイドル諜報機関LEVEL7）
- 秋元美咲（元・アイドル諜報機関LEVEL7）
- 佐藤美咲
- 武藤愛莉（武藤敬司の娘、プロダクション尾木に移籍。）
- 凸凹凸凹-ルリロリ-
  - 木下ひなこ
  - 渚奈子
  - 有南
- 増島愛浩
- 遠藤巧磨
- 山咲まりな